# Jacob Zurl
Jacob Zurl (* 15. Mai 1988 in Deutschlandsberg, Österreich) ist ein österreichischer Extremsportler und Langstreckenradfahrer. Zu seinen herausragendsten Leistungen gehören der 48-Stunden-Höhenmeter-Weltrekord aus dem Jahr 2012 sowie die Himalaya-Überquerung auf dem Manali-Leh-Highway 2014 und die Durchquerung Kubas 2017.

## Biografie
Im Alter von acht Jahren erlernte Jacob Zurl von seinem Vater das Segeln. Danach begann er für den Nautic Club Austria in der Bootsklasse Optimist Regatten zu segeln. Mit 16 wechselte er in die Laser-Klasse und nahm einmal an den Europameisterschaften teil. Gegen Ende seiner Schulzeit wandte er dem Segelsport den Rücken zu und begann mit dem Rennradfahren, nachdem er von seinem verstorbenen Großonkel ein altes Modell aus Stahl, einen Halbrenner, geerbt hatte. 2008 trat Zurl dem Radklub Raaba bei und sammelte in Vereinsrennen erste Erfahrungen. Zwei Jahre später begann er mit dem Langstreckenfahren, indem er sein Training intensivierte und an verschiedenen Brevets teilnahm. Ein erster Erfolg gelang ihm beim 24-Stunden-Rennen in Fohnsdorf, wo er nach 130 Runden und 646 Kilometern den fünften Rang belegte.
2011 nahm Zurl erstmals am Glocknerman, der offiziellen Weltmeisterschaft im Ultraradmarathon, teil. Nach über 1000 Kilometern und 16.000 Höhenmetern erreichte er als Vierter das Ziel und wurde zugleich zum jüngsten Finisher in der Geschichte des Bewerbs. Im selben Jahr absolvierte er als bester und bisher jüngster Österreicher das Langstreckenrennen Paris–Brest–Paris und versuchte sich bei der Salzkammergut Trophy im Mountainbiken.

### 48-Stunden-Höhenmeter-Weltrekord
2012 konnte sich Jacob Zurl erstmals ins Guinness-Buch der Rekorde eintragen. In seiner Heimatgemeinde Weinitzen am Fuß des Schöckls überwand er zwischen 20. und 22. April 2012 binnen 48 Stunden aufgerundet 28.789 Höhenmeter – das entspricht mehr als dreimal der Höhe des Mount Everest – und überbot damit den Tiroler Wolfgang Mader, der davor im Jahr 2011 seinerseits einen Weltrekord aufgestellt hatte. Zurl benötigte für die neue Bestmarke 164 Auffahrten zu je 1,8 Kilometer über eine Straße mit durchschnittlich 9,8 % Steigung. Nach jeder Auffahrt und jeder darauffolgenden Abfahrt wendete Zurl auf Straßenbreite. Einen Teil der Zeit fuhr er dabei in strömendem Regen.
Auf derselben, dafür behördlich gesperrten, Rinneggerstraße, jedoch auf einem mit 2,1 km etwas länger gewählten Abschnitt (Gasthaus Windischhansl, Weinitzen bis Gasthaus Paar, Rinnegg) mit 206,7 Hm und 9,9 % Durchschnittssteigung, hatten die „Radzwillinge“ Horst und Gernot Turnowsky aus Raaba bei Graz zuvor von 30. Juni bis 1. Juli 2007 einen 24-Stunden-Weltrekord mit 20.049,9 Hm aufgestellt.
Zurls Rekord wurde im August 2015 von Craig Cannon aus und in Kalifornien mit 29.623,3 Hm gebrochen.
Im Mai 2017 verbesserte Thomas Mauerhofer auf einem Rundkurs in Anger (Steiermark) die Bestmarke mit 31.138 Hm.
Schon im Juni 2018 erreichte Stefan Wagner aus Waidhofen an der Ybbs auf dem Sonntagberg (Bezirk Amstetten) mit 31.891 Höhenmetern noch mehr.
Bis 28. Juli 2019 erzielte der 33-jährige Patric Grüner aus Längenfeld im Ötztal auf der Ötztaler Gletscherstraße in Sölden, konkret einem Streckenabschnitt von 1,87 Kilometer Länge und 227 Höhenmetern bis zur Abzweigung nach Hochsölden gut 161 (162?) Auffahrten und damit 36.900 Höhenmeter.

### Langstreckenrennen
Nach seinem geglückten Höhenmeterrekord wandte sich Zurl wieder Langstreckenrennen zu. 2013 belegte er im Race Around Austria als Rookie den dritten Platz hinter Joachim Ladler und Severin Zotter. Er ließ einen zweiten Platz beim Glocknerman folgen und krönte sich als bestplatzierter U30-Teilnehmer zum Ultraradmarathon-Weltmeister, nachdem er im Vorjahr noch mit einem Lungenödem ausgeschieden war. 2014 konnte er dieses Ergebnis sogar noch toppen und gewann erstmals das prestigeträchtige Rennen.

### Himalaya-Überquerung

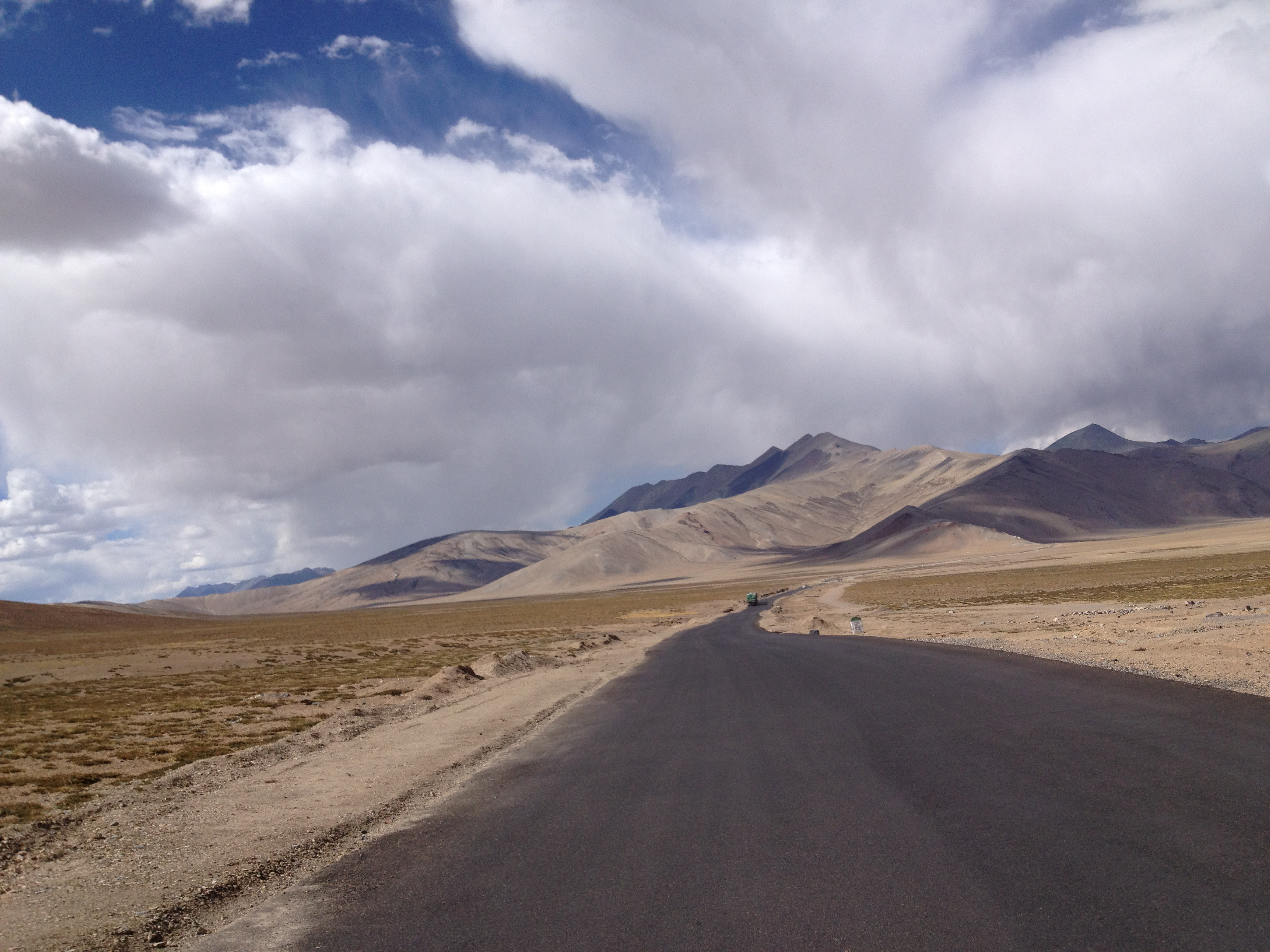
Ebene Passage auf rund 4000 m zwischen Leh und Sarchu

Im August 2014 realisierte Zurl eine Idee seines Extremsportlerkollegen und Mentors Rudi Stangl. Als erster Mensch überwand er mit dem Fahrrad den Manali-Leh-Highway, eine der höchstgelegenen Straßen der Welt im Stil Langstreckenrennen mit Begleitfahrzeug und Versorgung. Für die über 500 Kilometer lange Strecke durch die indische Region Ladakh benötigte er insgesamt 38 Stunden und 40 Minuten. Dabei überquerte er acht Gebirgspässe und erklomm 13.500 Höhenmeter, ehe er das Ziel am Khardung La (5360 m) erreichte. Die durchschnittlich 4000 Meter Meereshöhe erwiesen sich als besondere körperliche Herausforderung und machten sich dadurch bemerkbar, dass Zurls Sauerstoffsättigung zeitweise unter 70 Prozent fiel. Dennoch verzichtete er auf die Zufuhr zusätzlichen Sauerstoffs. Ein weiteres Problem für Zurl und sein Team stellten die typischen Staus auf der als besonders gefährlich geltenden Strecke dar, die ein Vorankommen des Verpflegungsfahrzeugs erschwerten. In den wenigen Pausen zeigte sich die enorme psychische Belastung.

### Cuba Coast to Coast

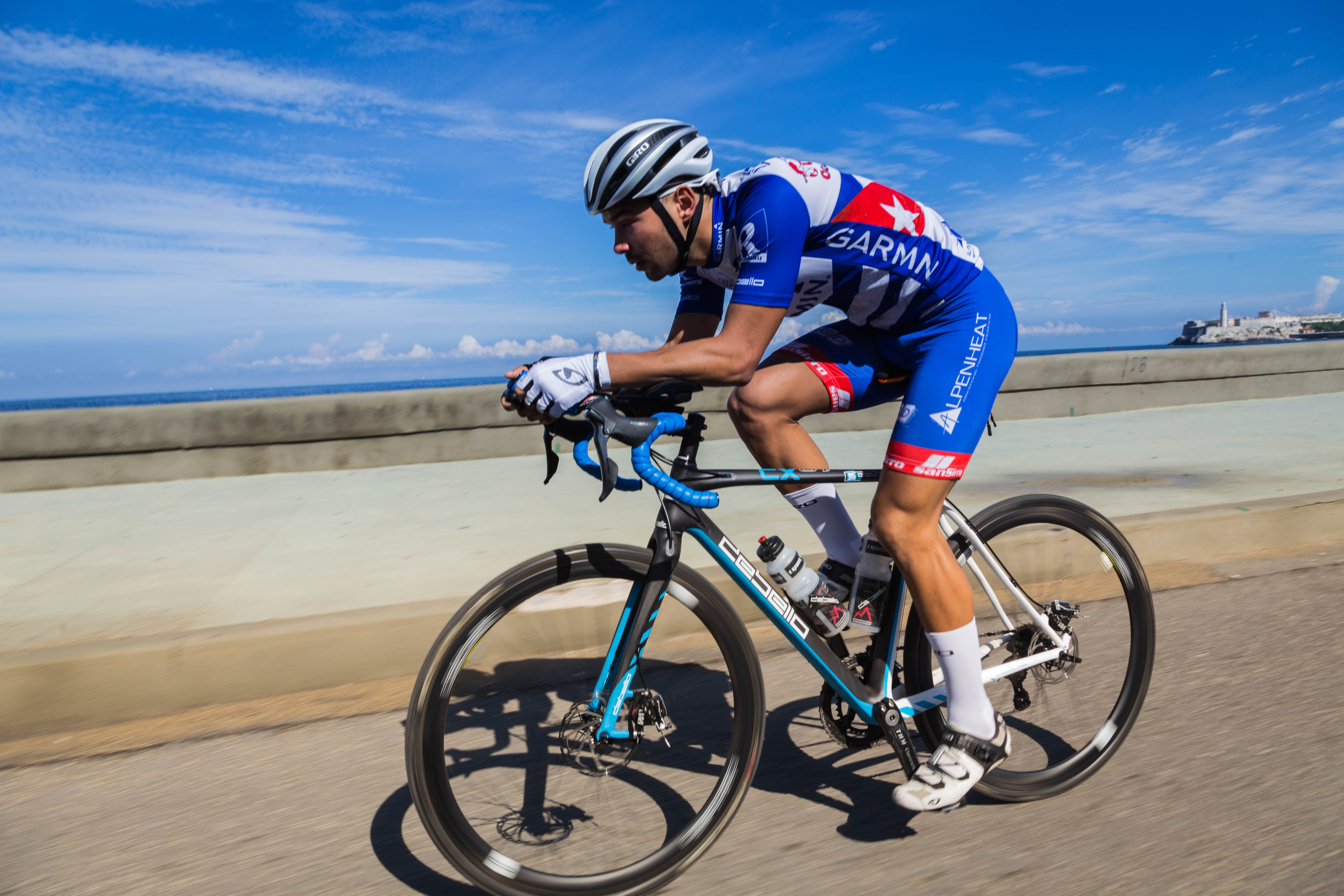
Jacob Zurl auf Kuba 2015

Zurl wurde durch Berichte und eine Kuba-Reise motiviert die Hauptinsel Kuba längs zu befahren.
Im Dezember 2015 musste Zurl sein nächstes Vorhaben, die Durchquerung Kubas (Coast to Coast) in weniger als 55 Stunden, aufgrund einer Denguefieber-Infektion kurz vor dem Start abbrechen. Nachdem er ein Jahr gebraucht hatte, um wieder topfit zu werden, holte er das Unterfangen im April 2017 nach. Zurl verfehlte sein zeitliches Ziel zwar knapp, absolvierte die 1450 Kilometer von Maisí im Osten des Landes bis zum Leuchtturm an der Westspitze Cabo de San Antonio aber in einer ersten Rekordzeit von 58 Stunden und 48 Minuten. Die kürzestmögliche Strecke von etwa 1250 km blieb ihm durch eine beschädigte Brücke an der Nordseite des Ostteils der Insel verwehrt. Im April hat Kuba höhere und belastendere Temperaturen als im Dezember.
Bei der Durchquerung der Karibikinsel verbrauchte er etwa 30.000 kcal, machte lediglich zwei kurze Massage- und-Schlafpausen und kämpfte mit Muskelschmerzen, Sekundenschlaf und Halluzinationen. 150 km vor dem Ziel musste er sich übergeben. Zurl zeigte am 17. Oktober 2017 erstmals eine Bild- und Videopräsentation der Fahrt. Gefilmt wurde er von einem Freund mit einem Tablet, im achtsitzigen Begleitbus fuhren weiters Jacobs Freundin und seine Eltern mit. Mutter und Freundin bereiteten im Bus die Flüssignahrung, basierend auf in Kuba vorgekochten Kartoffelgerichten, zu. Die Hohe Luftfeuchtigkeit und Temperaturen über 30 °C erwiesen sich als besondere Belastung.
Rahmen und Gabel bestanden aus Carbonfaser, das Rennrad mit Steckkotflügel hinten war kettengeschaltet, beide Laufräder waren hydraulisch scheibengebremst. Auf der besonders bergigen Strecke im Ostteil verschlissen die Bremsbeläge bei Schmutz und Regen und mussten getauscht werden, die Bremsen waren wiederholt einzustellen, ebenso der Lenker (mit Auflieger), der sich wiederholt in seiner Klemmung vorne nach unten drehte, da durch Schlaglöcher Stöße eingeleitet wurden. Fahrbahnunebenheiten und Löcher forderten vollste Konzentration. Jacob Zurl agierte selbst als Hauptmechaniker an seinem Rad. Ein einziges Mal stürzte er – an einer in Beton verlegten Eisenbahnschiene, an einem Loch, ohne sich an die genaue Ursache erinnern zu können. Eine Platzwunde seitlich am Kinn musste mit mehreren Stichen genäht werden. Während der Fahrt hörte Zurl Musik, um sich anzuspornen – oft ein einziges Lied in Dauerschleife.
Die Radfahrt wurde vom kubanischen Botschafter in Wien unterstützt. Von Seiten der Republik Kuba wurde eine Eskorte mit zwei Polizisten am Motorrad gestellt, Durchfahrtsstraßen in Städten für kurze Zeit mit Sperrgittern für den Radfahrer freigehalten. Ein Ambulanzfahrzeug mit Arzt begleitete die Tour medizinisch.

### Sonstige Aktivitäten
Seit 2015 fungiert Jacob Zurl als einer der Organisatoren des Schlossbergman, einem Einzelzeitfahren auf den Grazer Schloßberg, das als inoffizieller Prolog zum Glocknerman gilt. Nebenbei studiert er Geodäsie und Vermessungswesen an der Technischen Universität Graz.
Jacob Zurl bietet seit 2017 die Organisation von Radfahrten auf der von ihm befahrenen Hochgebirgsstrecke über den Himalaya an.

## Erfolge
Die Liste enthält eine Auswahl der wichtigsten Erfolge von Jacob Zurl.
2010
- 24-Stunden-Rennen Fohnsdorf: 5. Platz (646 km)

2011
- Glocknerman: 4. Platz, bisher jüngster Finisher (1015 km, 16.000 Hm)
- Paris–Brest–Paris: 33. Platz, bestplatzierter Österreicher (1230 km, 11.000 Hm)
- 24-Stunden-Rennen Hitzendorf: 2. Platz (758 km, 6000 Hm)

2012
- 48-Stunden-Höhenmeter-Weltrekord (28.788,56 Hm, 590 km)

2013
- Glocknerman: 2. Platz, U30-Weltmeister (1015 km, 16.000 Hm in 37 Std. 3 Min.)
- Race Around Austria: 3. Platz, Rookie of the Year (2158 km, 28.000 Hm in 99 Std. 33 Min.)

2014
- Glocknerman: 1. Platz, Ultraradmarathon-Weltmeister (1010 km, 17.000 Hm in 38 Std. 46 Min.)
- Manali-Leh-Highway: Weltrekord (540 km, 13.500 Hm in 38 Std. 40 Min.)

2017
- Ost-West-Durchquerung Kubas (Coast to Coast): Weltrekord (1450 km in 58 Std. 48 Min.)